# TrackID
TrackID är en funktion i Sony Ericssons mobiltelefoner med vilken man kan spela in några sekunder av en låt (med mikrofonen eller på radio), skicka inspelningen till en musikigenkänningstjänst och få tillbaka information om låten skickad till sin telefon. För att det ska fungera krävs att man har GPRSåtkomst och någorlunda bra inspelningsförhållanden.
TrackID:s databas tillhandahålls av Gracenote.